# Iwona Bartoszewicz
Iwona Alicja Bartoszewicz (ur. 15 stycznia 1957 we Wrocławiu, zm. 1 stycznia 2024 tamże) – polska językoznawczyni, germanistka, profesor nauk humanistycznych, prorektor Uniwersytetu Wrocławskiego w kadencji 2016–2020.

## Życiorys
Iwona Bartoszewicz ukończyła studia germanistyczne i niderlandystyczne na Uniwersytecie Wrocławskim (1981). W 1988 uzyskała doktorat nauk humanistycznych w dyscyplinie językoznawstwa na podstawie pracy Analoge Sprichwörter im Deutschen, Niederländischen und Polnischen (promotor: Eugeniusz Tomiczek). W 1999 habilitowała się w zakresie językoznawstwa niemieckiego na podstawie monografii Formy perswazji w niemiecko-polskim dialogu politycznym. Analiza przemówień politycznych z lat 1989–1995. W 2009 uzyskała tytuł naukowy profesora nauk humanistycznych.
Od 1981 związana zawodowo z Instytutem Filologii Germańskiej macierzystej uczelni, gdzie kierowała Zakładem Języka Niemieckiego. W kadencji 2016–2020 pełniła funkcję prorektorki do spraw nauki. Wcześniej m.in. dyrektorka i zastępczyni dyrektora do spraw dydaktyki Instytutu Filologii Germańskiej. Organizatorka i współorganizatorka cyklicznych międzynarodowych konferencji językoznawczych „Linguistische Treffen in Wrocław” oraz „Kongresów Germanistyki Wrocławskiej”. Członkini kolegiów redakcyjnych czasopism „Germanica Wratislaviensia”, „Linguistische Treffen in Wrocław” oraz „Studia Translatorica”.
Jej zainteresowania badawcze obejmowały: retorykę, teorię argumentacji, pragmalingwistykę, politolingwistykę, badania kontrastywne, logikę. 
Wśród wypromowanych przez nią doktorów znalazła się Joanna Szczęk.
Córka Alicji i Stanisława. Pochowana na Cmentarzu Osobowickim we Wrocławiu.

## Wybrane publikacje
- Analoge Sprichwörter im Deutschen, Niederländischen und Polnischen: eine konfrontative Studie, Wrocław: Wydawnictwo Uniwersytetu Wrocławskiego, 1994.
- Deutsch-polnisches Sprichwörterlexikon. Einerepräsentative Auswahl, Heidelberg: Julius Groos, 1998.
- Formen der Persuasion im deutsch-polnischen politischen Dialog: Untersuchungen zu politischen Reden zwischen 1989 und 1995, Wrocław: Wydawnictwo Uniwersytetu Wrocławskiego, 2000.
- Krainy retoryczne. Zapiski z podróży, Wrocław: Oficyna Wydawnicza ATUT – Wrocławskie Wydawnictwo Oświatowe, 2008.